# 瓦连京·约尔丹诺夫
瓦连京·约尔丹诺夫（1960年1月26日—），保加利亚男子摔跤运动员。他曾代表保加利亚参加1988年、1992年和1996年夏季奥林匹克运动会摔跤比赛，获得一枚金牌和一枚铜牌。